# Queensland-koningsmakreel
De Queensland-koningsmakreel (Scomberomorus queenslandicus) is een straalvinnige vis uit de familie van makrelen (Scombridae), orde van baarsachtigen (Perciformes). De vis kan een lengte bereiken van 100 centimeter.

## Leefomgeving
Scomberomorus queenslandicus komt in zeewater en brak water voor. De soort komt voor in tropische wateren in de Grote Oceaan, op een diepte 100 meter.

## Relatie tot de mens
Scomberomorus queenslandicus is voor de visserij van aanzienlijk commercieel belang. In de hengelsport wordt er weinig op de vis gejaagd.
Voor de mens is Scomberomorus queenslandicus potentieel gevaarlijk, omdat er meldingen van ciguatera-vergiftiging zijn geweest.